# محسن الیزیدی
محسن الیزیدی (انگلیسی: Mohsen Al-Yazidi؛ زادهٔ ۲۵ فوریهٔ ۱۹۸۷) یک بازیکن فوتبال اهل قطر است.